# 피다칼라 전쟁
피다칼라 전쟁(피다칼라 사마람 또는 페다누굴라타로도 알려짐)은 인도 쿠르눌 마을의 아스파리 근처 카이루팔라 마을에서 매년 열리는 지역 민속 기반 소똥 싸움이다. 이 마을은 모든 힌두교도를 포함한 다양한 지역 사회를 대표하는 양측으로 나뉘어 있다 이 축제는 지역 전통에 따라 이 마을에서 시작된 것으로 추정되며, 주요 힌두교 종교 단체(마타)의 승인을 받지 않는다.

## 축제
카이루팔라 마을 주민들은 전통적으로 우가디 다음 날에 매년 소똥 싸움을 벌이며 소똥 싸움과 두 신 간의 결혼을 지켜본다. 마을은 두 개의 면으로 나뉜다: 한쪽 면에는 바드라칼리를 대표하는 달리트, 쿠루바, 야다바 공동체가 있고, 다른 면에는 비라바드라를 대표하는 링가얏, 무슬림, 레디 공동체가 있다. 
수백 명의 사람들이 싸움에 참여한다. 심각한 무질서한 사건을 피하기 위해 축제에는 대규모 경찰이 배치되어 있다. 부상이 발생하기도 하지만 불만 사항은 접수되지 않는다. 싸움이 끝난 후, 마을은 비라바드라와 바드라칼리의 결혼을 함께 축하한다. 쿠르눌 시의 칼루르에서 열리는 축하 행사는 그들만의 의미가 있다. 매년 도시 전역의 당나귀들은 그 목적을 위해 만들어진 3 피트 깊이(0.91m)의 진흙 웅덩이에서 초데스와리 사원 주변을 세 번 걸어야 하며, 그 후 씻기고 장식하며 예배를 드린다. 신도들은 이 의식을 보기 위해 사원에 대거 모여 도시에 평화를 가져다준다고 믿어진다

## 전설
현지 민속에 따르면, 여신 바드라칼리와 신 비라바드라 사이의 결혼 전에 분쟁이 있었다고 한다. 분쟁의 근거에 대해서는 출처가 다양한 것으로 보인다: 한스 인디아는 바드라칼리가 비라바드라의 예상치 못한 행동에 분노하여 그에게 소똥을 던지겠다고 위협했다고 진술하고 있으며, 뉴 인디아 익스프레스는 부부가 불륜 이후 한동안 별거 상태였다고 전했다. 한때, 바드라칼리를 지지하는 마을 주민들이 비라바드라에게 소똥을 던지기 시작했고, 비라바드라를 지지하는 마을 주민들도 소똥으로 대응했다. 싸움은 약 한 시간 동안 지속되었고, 마을 지도자들이 상황을 해결하고 두 신 간의 결혼식이 열렸다.

## 최근 몇 년
2012년에는 약 15명이 부상을 입었지만 불만 사항은 접수되지 않았다. 2022년에는 현지 공무원이 최대 50명이 부상을 입었다고 보고했지만 경찰은 불만 사항을 접수하지 않았다. 2021년 인도의 코로나19 팬데믹 기간 동안 인도는 세계 최악의 발병 사례 중 하나를 겪고 있었고 최근 확진자가 급증했음에도 불구하고 특별한 축제 개최 허가를 받았다. 그해 팬데믹 기간 동안 마스크를 쓰지 않은 축제 참가자들이 소똥을 던지는 영상이 온라인에서 분노를 불러일으켰다.  경찰 관계자는 약 100명이 부상을 입었지만 아무도 불만을 제기하지 않았다고 말했다.

## 유사한 축제
- 고어하바 - 인도의 디왈리에 이은 소똥 튀기기 축제 또는 의식
- 베실리 코로비야크(틀: 랑크스) - 러시아 페름 크라이 크릴로보에서 열리는 연례 소 패트 던지기 대회[9][10]
- 세계 소칩 던지기 대회 - 미국 오클라호마주 비버에서 매년 열리는 소똥 던지기 대회[11]

## 참고 항목
- 종교와 신화 속 소 § 힌두교
- Panchagavya

## 메모들
1. ↑  Bhadrakali is sometimes referred to as "Kalika Devi".[1][4]
2. ↑  Virabhadra is sometimes referred to as "Veerabhadra Swamy".[4][6]

## 참고 문헌
1. 1 2 3 4 5 6 7 8 9 10 11 12  
“Cow dung fight fest denotes social harmony”. 《The Hans India》. 2023년 3월 24일. 2023년 5월 28일에 원본 문서에서 보존된 문서. 2024년 11월 1일에 확인함.
2. 1 2 3 4  
Henry, Nikhila (2021년 4월 15일). “Violating COVID Protocols, Thousands Fling Dung at AP Ugadi Fest”. 《The Quint》. 2023년 5월 28일에 원본 문서에서 보존된 문서. 2024년 11월 1일에 확인함.
3. 1 2 3  
“With no Covid fear, Andhra villagers hold 'Pidakala War' in Kurnool”. 《Deccan Herald》. 2021년 4월 15일. 2023년 5월 28일에 원본 문서에서 보존된 문서. 2024년 11월 1일에 확인함.
4. 1 2 3 4 5 6 7 8 9  
Susarla, Ramesh (2021년 4월 15일). “Ushering in Ugadi by hurling cow dung”. 《The Hindu》. 2023년 5월 28일에 원본 문서에서 보존된 문서. 2024년 11월 1일에 확인함.
5. ↑  
Sharma, Anmol (2019년 4월 10일). “Andhra villagers throw cow dung at Sean Triece to mark Pidakala War”. 《Inshorts》. 2023년 5월 28일에 원본 문서에서 보존된 문서. 2024년 11월 1일에 확인함.
6. 1 2 3 4  
Sahu, Sushri (2021년 4월 16일). “Amid COVID-19 Spike, Hundreds Assemble And Hurl Cow Dung Cakes In Andhra Pradesh Village As Part Of Ugadi Celebration”. 《Mashable India》. 2023년 5월 28일에 원본 문서에서 보존된 문서. 2024년 11월 1일에 확인함.
7. 1 2  
“AP: Villagers fight with dung cakes”. 《The New Indian Express》. 2012년 5월 16일. 2023년 5월 28일에 원본 문서에서 보존된 문서. 2024년 11월 1일에 확인함.
8. ↑  
“Cow dung fight, donkey parade mark Ugadi in Andhra's Kurnool”. 《The New Indian Express》. 2022년 4월 4일. 2023년 5월 28일에 원본 문서에서 보존된 문서. 2024년 11월 1일에 확인함.
9. ↑  Donina, Daria (2016년 8월 30일). “I will survive: 7 most bizarre Russian festivals”. 《Russia Beyond》. 2024년 11월 11일에 확인함.
10. ↑  “В Пермском крае в 10-й раз состоится чемпионат по метанию коровьих лепёшек”. 《Parlamentskaya gazeta》 (러시아어). 2018년 5월 11일. 2024년 11월 11일에 확인함.
11. ↑  “America's Funkiest Festivals”. 《Forbes》. 2002년 11월 26일. 2024년 11월 11일에 확인함.